# Synagoge (Lochem)
De voormalige synagoge van Lochem werd in 1865 gebouwd en op 20 oktober van dat jaar plechtig ingewijd. Het nieuwe gebouw diende ter vervanging van een achttiende-eeuws gebouw dat gestaan moet hebben tussen de huizen no. 3 en 4 aan de Westerwal. Er zijn enkele elementen van verschillende historische bouwstijlen in gecombineerd (eclectisch).

## Geschiedenis
Uit een schuldbrief uit 1332 valt op te maken dat er omstreeks dat jaar joodse geldschieters actief waren in Lochem en omstreken. In 1665 wordt melding gemaakt van een joodse inwoner die zich tot het christendom bekeerde.
Vanaf het laatste kwartaal van de achttiende eeuw bestond in Lochem een georganiseerde joodse gemeente die aanvankelijk voor de godsdienstoefeningen gebruikmaakte van een privé-woning. In 1785 werd een pand aan het Hoogestraatje, in de buurt van 't Ei aangekocht en ingericht als synagoge.
In de negentiende eeuw groeide de joodse gemeente. Aanvankelijk gingen de kinderen naar de openbare school en kregen zij joodse les van hun ouders. Toen in 1865 een nieuwe, grotere synagoge werd ingewijd aan de Westwal, werd daar tevens een leslokaal en een woning voor de godsdienstonderwijzer in gebruik genomen.
Rond 1900 had de joodse gemeente van Lochem haar grootste omvang bereikt; in de loop van de dertiger jaren van de twintigste eeuw begon het aantal leden af te nemen. Tijdens de Duitse bezetting vond in Lochem in 1941 de eerste razzia plaats, waarbij enige mannen opgepakt werden. Het merendeel van de Lochemse joden is in 1942 en 1943 gedeporteerd en vermoord.
Na de oorlog was de Lochemse Joodse gemeente vrijwel verdwenen. Van de 118 weggevoerde Lochemse Joden keerden er 18 terug. Daarom werd in 1947 de Joodse gemeente officieel opgeheven en bij Borculo gevoegd. De sterk vervallen Synagoge kwam in 1950 in het bezit van de burgerlijke gemeente Lochem.
In 1983 vierde Lochem haar 750-jarig bestaan als stad. Dat was mede aanleiding tot de oprichting op 1 maart van de Stichting ter Nagedachtenis van de Joodse Medeburgers in Lochem. Deze wilde de voormalige Synagoge behouden als herinnering en stelde zich ten doel de restauratie van het gebouw te bevorderen.
Er is een gedenkboek samengesteld dat de namen van de omgebrachte Lochemse Joden bevat. Tevens is een gedenkplaat bevestigd aan de buitenmuur van de voormalige Synagoge. In 1992 startte de gemeente Lochem de restauratie. Op 2 mei 1993 is de prachtig gerestaureerde voormalige Synagoge officieel geopend.

## Exterieur
Ter gelegenheid van verschillende jubilea heeft het gebouw tot ongeveer 1940 enkele wijzigingen ondergaan. De belangrijkste ingreep is de vergroting aan de oostzijde geweest (de muur met de blauwe Davidster). Aan die zijde is het gebouw in 1910 met een travee vergroot. Daarbij zijn de nieuwe vensters niet van gietijzer, zoals de bestaande, maar van hout gemaakt.

## Interieur

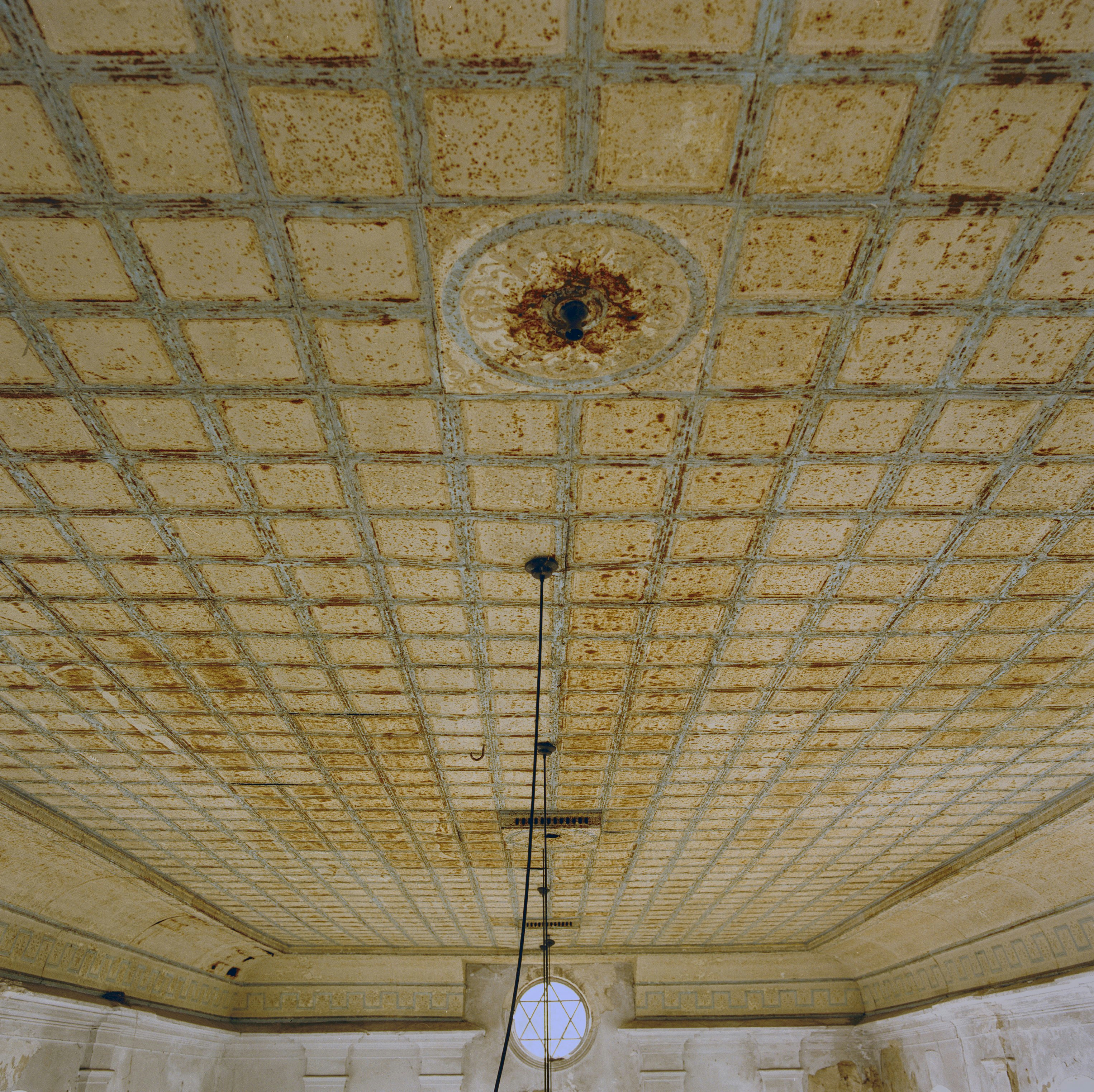
Het plaatijzeren plafond in de voormalige synagoge te Lochem - Lochem - 20277478 - RCE

Bij deze verbouwing is ook het huidige plafond aangebracht. Het is van dun plaatijzer, de ornamenten zijn er in reliëf ‘ingestampt’. Bij de restauratie in 1992 zijn de oorspronkelijke kleuren gehandhaafd. Door zijn afmeting, vormgeving, ornamentering en kleurgebruik is het Lochemse plafond uniek. Het is bovendien, voor zover bekend, het enige bewaard gebleven plaatijzeren plafond in Nederland.